# Рациборсько
Рациборсько (пол. Raciborsko) — село в Польщі, у гміні Величка Велицького повіту Малопольського воєводства.
Населення — 1195 осіб (2011).

## Географія
У селі бере початок річка Вільга.

## Демографія
Демографічна структура станом на 31 березня 2011 року:
|          | Загалом | Допрацездатний вік | Працездатний вік | Постпрацездатний вік |
| -------- | ------- | ------------------ | ---------------- | -------------------- |
| Чоловіки | 581     | 138                | 397              | 46                   |
| Жінки    | 614     | 123                | 379              | 112                  |
| Разом    | 1195    | 261                | 776              | 158                  |